# Кэти Гейл
Кэти Гейл — одна из героинь сериала Мстители, агент английской разведки, зачисленный в министерство в 1962 г. Роль исполнила актриса Онор Блэкман.

## Биография
Кэти Гейл родилась 5 октября 1932 г. Выросла в Лондоне, училась в факультете на антрополога и вскоре вышла замуж за фермера из Африки, с которым познакомилась во время отпуска. Через несколько недель после свадьбы она вместе с мужем переехала на его родину в Кению, где училась охотиться и обращаться с оружием.
После того, как в начале 1950-х её муж был убит на ферме участниками движения Мау-мау, Кэти в течение нескольких лет изучала искусство фотографии. Вернувшись в Лондон она устроилась на работу доктором философской антропологии и зарабатывала экспедиционным исследователем  — она была почти убита во время экскурсии по Амазонке.
Работая как куратор в Лондонском музее она знакомится с Джоном Стидом, который просит её помочь расследовать одно из дел. В ходе расследования они находят много общего и решают работать вместе.
В 1964 г. Кэти покидает Стида. В этом же году она пишет Стиду "Рождественское письмо", в котором говорит о том, что сейчас находится в Форт Ноксе (есть вероятность того, что Пусси Гэлор из фильма Голдфингер цикла приключений Джеймса Бонда - одно и то же лицо). Дальнейшая судьба Кэти неизвестна.
Характеристики: Играет на пианино. Неплохо владеет холодным оружием и боевым искусством дзюдо. Эксперт в области механики и фотографии.

## Кастинг
Поиск актрисы начался в то время, когда весной 1962 года стало известно об окончание кризиса на студии.
На роль исполнительницы проходило несколько претенденток, среди которых присутствовали Фенелла Филдинг и Найри Доун Портер. Последняя была лучшей кандидаткой на роль с точки зрения главы отдела драмы компании ABC Сидни Ньюмена. Найри была назначена на данную роль весной 1962 г., но к началу репетиций в июне уже принимала участие в другом проекте.
Онор Блэкман была назначена на данную роль в июне 1962 года. Выбор актрисы был сделан продюсером Леонардом Уайтом. Репетиции с её участием начались в середине июня, съемки на 23 июня.

## Интересные факты
- Женский персонаж был предложен студии продюсером Леонардом Уайтом и разработан главой отдела драмы компании ABC Сидни Ньюменом. Характер Кэти и её прошлое было взято с действительной трагедии, произошедшей в Кении, где участники движения Мау-Мау убили целую семью молодой женщины.
- Первый эпизод, который начали снимать с Кэти назывался «Смертельная депеша», он представлял собой живую павильонную съемку, разбавленную отснятыми ранее натурными сценами.
- В оригинальном сценарии первым делом миссис Гэйл с Джоном Стидом был эпизод «Чернокнижник».
- В первых эпизодах Кэти носила с собой холодное оружие и пистолет 25 калибра, спрятанный в сумочке. Позже продюсеры изменили своё решение и Кэти стала демонстрировать на экране дзюдо. Она стала первой героиней Мстителей, показавшей на экране восточные единоборства.
- Решение покинуть сериал появилось у Онор 8 января 1964 г., когда ей предложили 10.000 фунтов за роль Пусси Гэлор в фильме «Голдфингер» — цикл приключений агента Джеймса Бонда.
- Последний рабочий день Онор состоялся 20 марта 1964 г. эпизодом «Кадриль Омара».

## Гэйломания
- Кэти Гейл была персонажем комиксов, как серии "Мстители" так и других.